# ادا مومن (إدا أو مومن)
ادا مومن هي إحدى مشيخات المملكة المغربية، تتبع جغرافيا لإقليم تارودانت وإداريًا لإدا أو مومن. يقدر عدد سكانها بـ 6023 نسمة حسب الإحصاء الرسمي للسكان والسكنى لسنة 2004.